# Acroneuria carolinensis
Acroneuria carolinensis és una espècie d'insecte plecòpter pertanyent a la família dels pèrlids.
És carnívor.
Es troba a Nord-amèrica: el Canadà (Manitoba, Ontario i el Quebec) i els Estats Units (Alabama, Connecticut, Geòrgia, Kentucky, Massachusetts, Maryland, Maine, Mississipi, Carolina del Nord, Nou Hampshire, Nova Jersey, Nova York, Ohio, Pennsilvània, Carolina del Sud, Tennessee, Virgínia i Virgínia Occidental).